# Paul-Eugène Mesplès

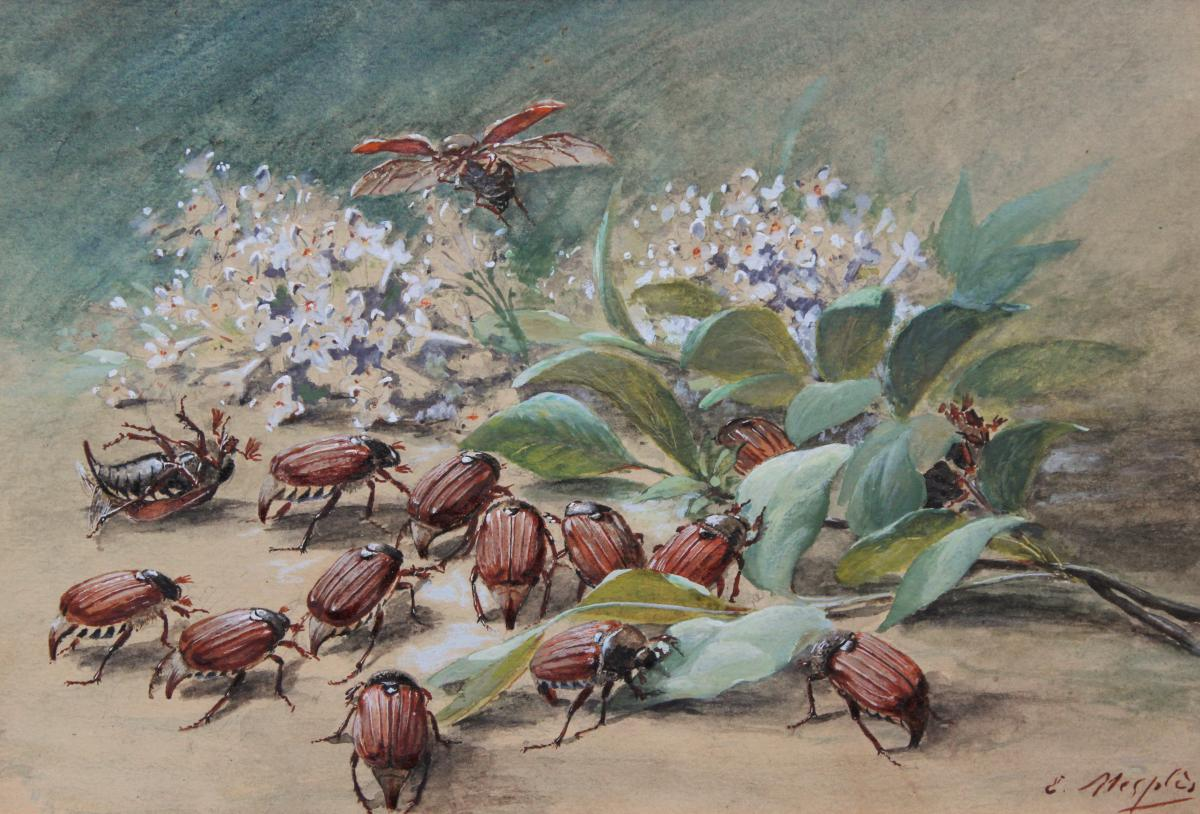
Maikäfer und weißer Flieder

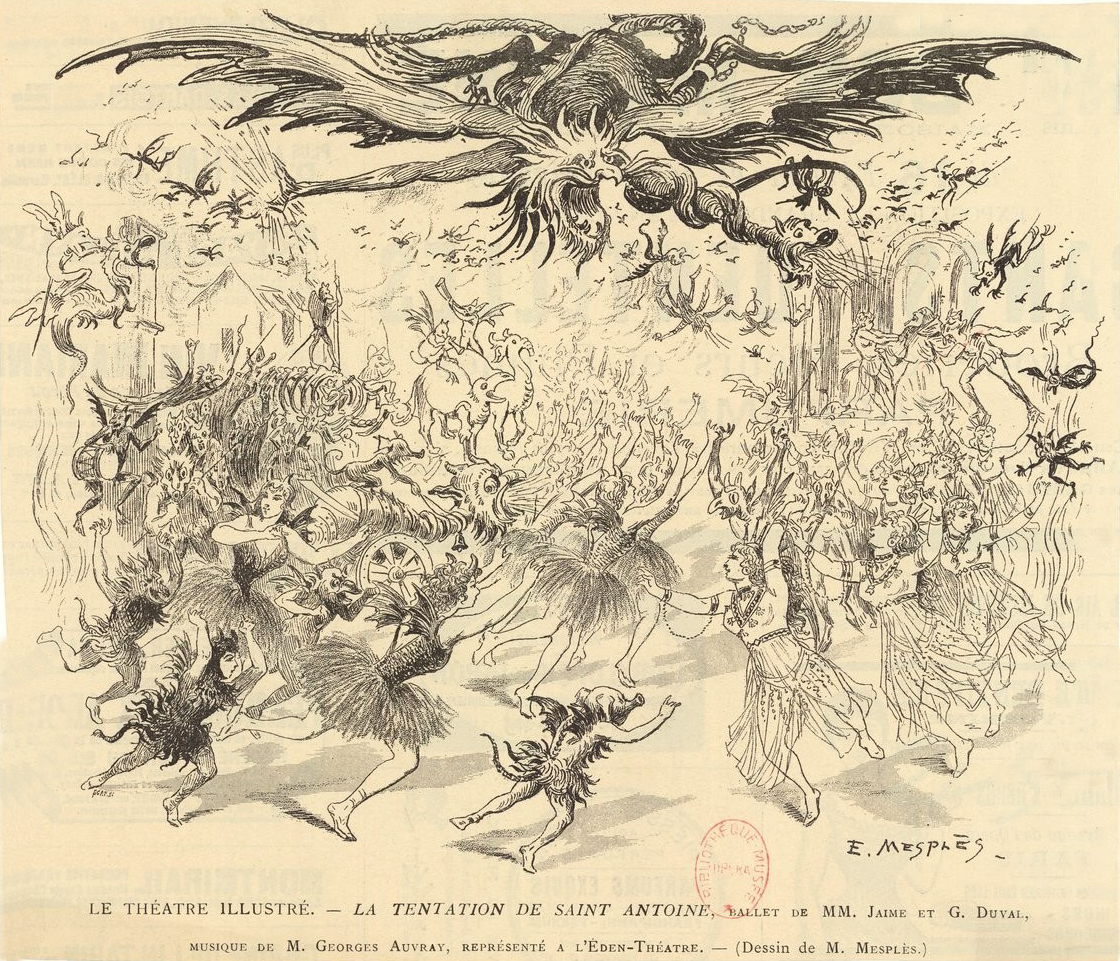
Die Versuchung des Hl. Antonius

Paul-Eugène Mesplès (* 7. Juli 1849; † 1924) war ein französischer Maler, Lithograph, Radierer, Illustrator, Karikaturist und Musiker.
Nach dem Besuch des Ateliers von Jean-Léon Gérôme debütierte Mesplès auf dem Salon von 1880 mit Romanillustrationen. Er illustrierte Romane von Jean-Joseph Vadé, Guy de Maupassant, Victor Hugo und Émile Zola, lieferte Bilder für „Le Monde Illustré“.
Er schuf auch Karikaturen für das Le Chat Noir-Kabarett, entwarf Juwelen und Theaterkostüme. Er war auch als Zeichner im Pariser Muséum national d’histoire naturelle tätig.
Mesplès komponierte Lieder, meist zu eigenen Texten.
- Brûlants Baisers! (1902)
- Le Chant de l’aviateur (1910)
- Chère France! (1914)
- Feu! Feu! Partout! (1914)